# Le Normand de Bretteville
Le Normand de Bretteville er en fransk uradelig slægt, der 1804 blev naturaliseret som dansk adel.
Familien Le Normand stammer fra Normandiet og var herrer til Bretteville, Trassepied, Bossy og Tertre. Slægten optræder første gang 1470 med ridderen Jean Le Normand, og dens adelskab er blevet bekræftet af normanniske domstole 3. juli 1593, 11. februar 1603 og 23. marts 1629. Franske kongelige kommissærer har tilsvarende bekræftet adelskabet 2. juli 1605, 7. februar 1641, 16. marts 1665 og 1. januar 1699.
Louis-Claude Le Normand de Bretteville (11. februar 1744 i Orbec, Calvados – 1835), ridder af Louisordenen udvandrede under den franske revolution, kom her ind i landet og trådte i dansk tjeneste, Han døde som dansk generalmajor. Ved patent af 4. maj 1804 optoges han for sig og ægte afkom i den danske adelsstand. 
Louis-Claude Le Normand de Bretteville ægtede 1773 Catherine-Thérèse Vedastine van den Driesch og efterlod følgende børn, der trådte i dansk tjeneste, og hvis afkom nu findes i forskellige stillinger her i landet:
1. Julien-Charles Nestor (17. juli 1777 – 23. august 1828), major ved Ingeniørkorpset, gift 1804 med Marie Nielsen (1786-1872)
2. Charles-Eugène (23. november 1782 – 1854 i Brest), gift 1808 med Amalie Justine Ritter - forældre til Christian Zetlitz Bretteville (1800-1871)
3. Louis (1780-1847), oberst og garnisonschef i Aalborg, Ridder af Dannebrog
4. Louise-Alexandrine-Aimée-Vedastine (1774-), gift med norsk advokat Christopher Malthe
5. Sophie, død som spæd
6. Louise-Joséphine, hofdame hos prinsesse Vilhelmine Caroline af Danmark
7. Sophie-Lucie, død som spæd

Slægten indekseres rettelig under "L" (fx i Danmarks Adels Aarbog), men findes ofte indekseret under "B".